# Parc éolien en mer de Saint-Nazaire
Le parc éolien en mer de Saint-Nazaire est un ensemble de 80 éoliennes en mer situé au large du département français de la Loire-Atlantique.

## Présentation
Le parc éolien en mer de Saint-Nazaire, est le premier parc éolien en mer installé et exploité en France. Le consortium EDF Renouvelables , Enbridge Inc. et le co-porteur CPP  Investments en sont les maîtres d'ouvrages. Les éoliennes sont produites par General Electric et installées depuis le Grand port maritime de Nantes-Saint-Nazaire au moyen du navire technique Vole au Vent.

## Histoire

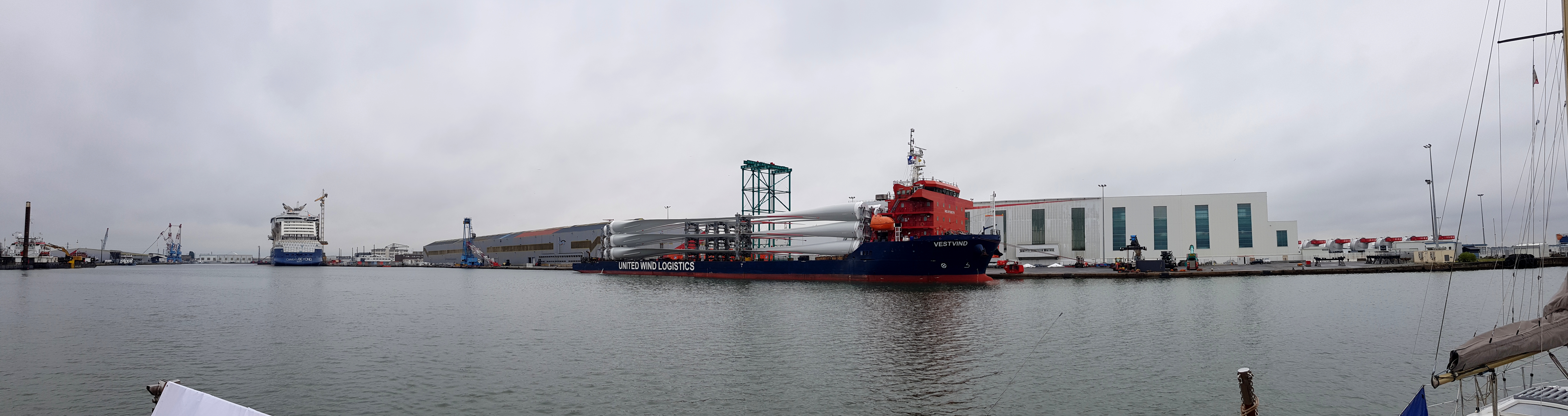
Livraison des pâles par le navire spécialisé Vestvind, dans le port de Saint-Nazaire. À droite : turbines entreposées en attente de départ pour le chantier offshore.

Le projet prend naissance au début des années 2010,.
En 2013 débutent débats et enquête publique, durant 4 mois plus de 2 000 personnes sont venues s’informer et poser des questions lors de 11 réunions publiques et 8 rencontres sur le territoire.
L'enquête publique s’est déroulée du 10 août 2015 au 25 septembre 2015, portant à la fois sur la demande d’autorisation de travaux (travaux de raccordement au réseau électrique y compris) et la demande de concession d’utilisation du domaine public maritime (DPM).
Le 19 septembre 2019 le début du chantier est acté symboliquement.
La base de maintenance est inaugurée à La Turballe en octobre 2021.
Dès juin 2022, les premières éoliennes fonctionnent et depuis le 5 septembre 2022, le parc est entièrement installé (éoliennes, câbles sous-marins inter-éoliennes, sous-station électrique).
Le 22 septembre 2022, le président de la République Emmanuel Macron se rend sur le site pour l'inauguration officielle du premier parc éolien en mer français.
À partir du 23 novembre 2022, le parc est complètement opérationnel.

## Descriptif
Ce parc éolien en mer de 78 km2 est construit entre douze et vingt kilomètres des côtes de Loire-Atlantique. La puissance unitaire des éoliennes est de 6 mégawatts installés, pour une puissance totale du parc de 480 mégawatts installés, et une production annuelle prévue de 1,7 TWh par an soit la consommation de sept-cent-mille personnes,. Le coût total du parc est de l'ordre de 2 milliards d'euros et il a été conçu pour pouvoir fonctionner durant 25 ans.

## Caractéristiques techniques

### Raccordement
Le parc éolien est raccordé au réseau électrique de RTE par une ligne d'abord sous-marine puis souterraine, composée de deux câbles de 225 000 volts. La ligne sous-marine, longue de 33 kilomètres, part du parc éolien lui-même et arrive à terre au droit de la plage de la Courance, à l'ouest de la commune de Saint-Nazaire. Ensuite une ligne souterraine de 28 km rejoint le réseau public sur la commune de Prinquiau.

### Maintenance
La base de maintenance du parc éolien en mer de Saint-Nazaire implantée dans le port de La Turballe est un centre de supervision et de contrôle des éoliennes du parc et le centre de coordination de l'ensemble des opérations de maintenance. Celles-ci ne concernent que des opérations préventives et correctives légères. En cas de remplacement d'un composant de grande taille, comme une pale, les opérations sont réalisées depuis le port de Saint-Nazaire.
La base comporte une salle de contrôle, des bureaux, des vestiaires et un entrepôt. Trois navires sont chargés du transfert des techniciens de maintenance quotidienne vers le parc.
Les métiers mobilisés sont ceux de techniciens de maintenance, coordinateurs techniques, logisticiens et planificateurs charges de la gestion et coordination de l'activité sur site en temps réel. La base mobilise une centaine d'emplois durant les 25 ans d'exploitation du parc éolien en mer.

### Production
Selon le compte officiel X (anciennement Twitter) du Parc éolien en Mer Saint-Nazaire @EolienMerSNA la production électrique du premier semestre 2023 a été de 790 241 MWh. La production peut être suivie en temps réel sur la Transparency Platform du Réseau européen des gestionnaires de réseau de transport d'électricité.
| Mois      | MWh     |
| --------- | ------- |
| Janvier   | 180 000 |
| Février   | 93 000  |
| Mars      | 195 000 |
| Avril     | 118 505 |
| Mai       | 139 736 |
| Juin      | 64 000  |
| Juillet   | 95 000  |
| Août      | 92 000  |
| Septembre | 78 996  |

## Environnement

### Études et enjeux
Le projet du parc éolien en mer de Saint-Nazaire a débuté par une approche proactive en matière d'acquisition de connaissances sur l'environnement. Des études complètes ont été réalisées, impliquant des experts institutionnels, des associations environnementales, des bureaux d'études spécialisés et le Comité régional des pêches des Pays de la Loire. Ces études ont couvert un large éventail de domaines, de la biodiversité à la sécurité maritime en passant par la pêche et le tourisme. L'objectif était de concevoir un projet tenant compte de ces enjeux locaux, d'établir des mesures de réduction des impacts et de mettre en place un programme de suivi environnemental pendant la construction et l'exploitation du parc.

### Suivi et impacts
Plusieurs campagnes d'observations et d'études ont été menées en collaboration avec des associations environnementales, contribuant à un projet adapté aux enjeux environnementaux. Des dispositifs ont été mis en place pour minimiser les perturbations sur la faune marine, notamment les mammifères marins, en surveillant et en éloignant les animaux avant le démarrage des travaux. Un suivi des oiseaux marins est également effectué pour évaluer les impacts du parc. Les études environnementales ont montré un retour progressif des espèces après les travaux, soutenu par l'effet récif, où les poissons sont attirés par les fondations.

### Mesures de préservation
L'implantation du parc a été soigneusement planifiée pour éviter les zones sensibles et les câbles ont été tracés en tenant compte de la cartographie des habitats marins. Les opérations de forage ont provoqué une réduction temporaire de la transparence de l'eau, mais cet effet est de courte durée. Les fonds perturbés par les travaux sont progressivement recolonisés par les espèces caractéristiques. Des mesures environnementales ont été développées pour la préservation de deux espèces sensibles, le goéland marin et le puffin des Baléares, notamment par la dératisation d'îlots et la sensibilisation du grand public. Un appel est lancé pour l'implication du public dans la recherche en encourageant les observations de la faune sauvage.
Le parc éolien en mer de Saint-Nazaire montre un engagement en matière de préservation de l'environnement et met en place des mesures de suivi et de conservation pour minimiser les impacts sur la faune et la flore locales.

### Impact visuel
L'installation des éoliennes à l'été 2022 a fait naître des critiques sur l'impact visuel des mâts de 180 m installés à 12 km de la côte sauvage de la presqu'île guérandaise.

## Galerie

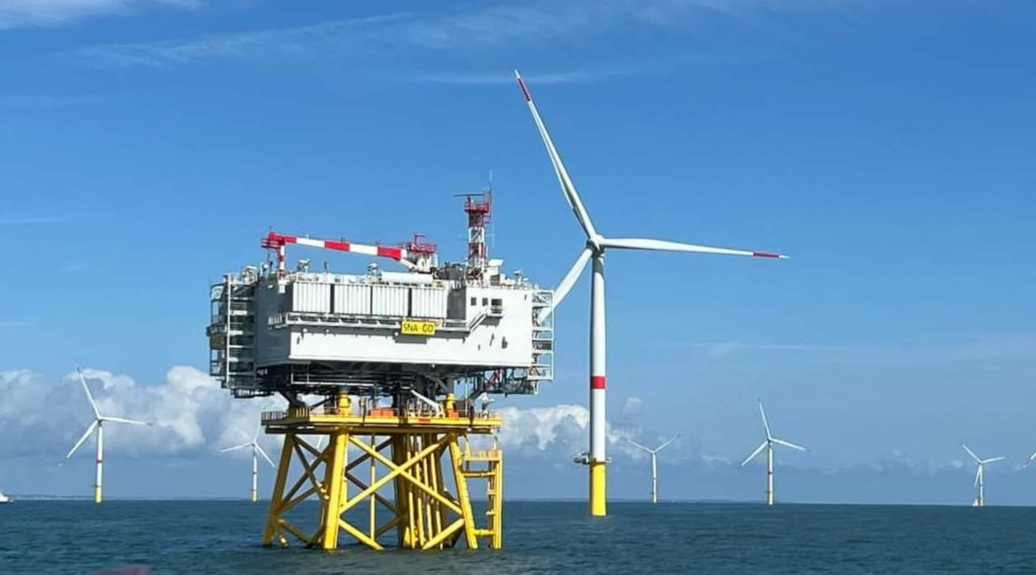
Sous-station électrique
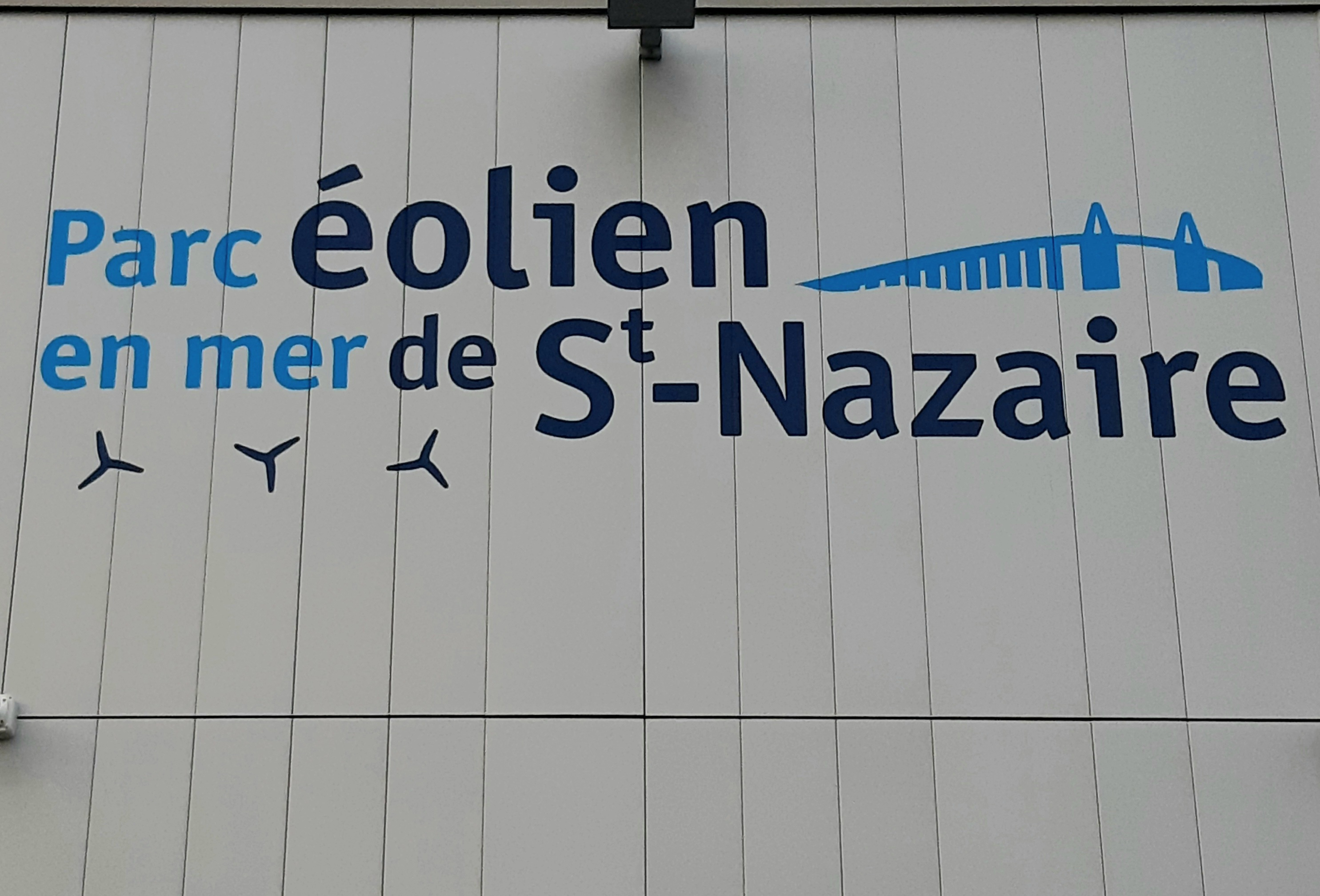
Logo du parc sur la façade de la base de maintenance au port de La Turballe
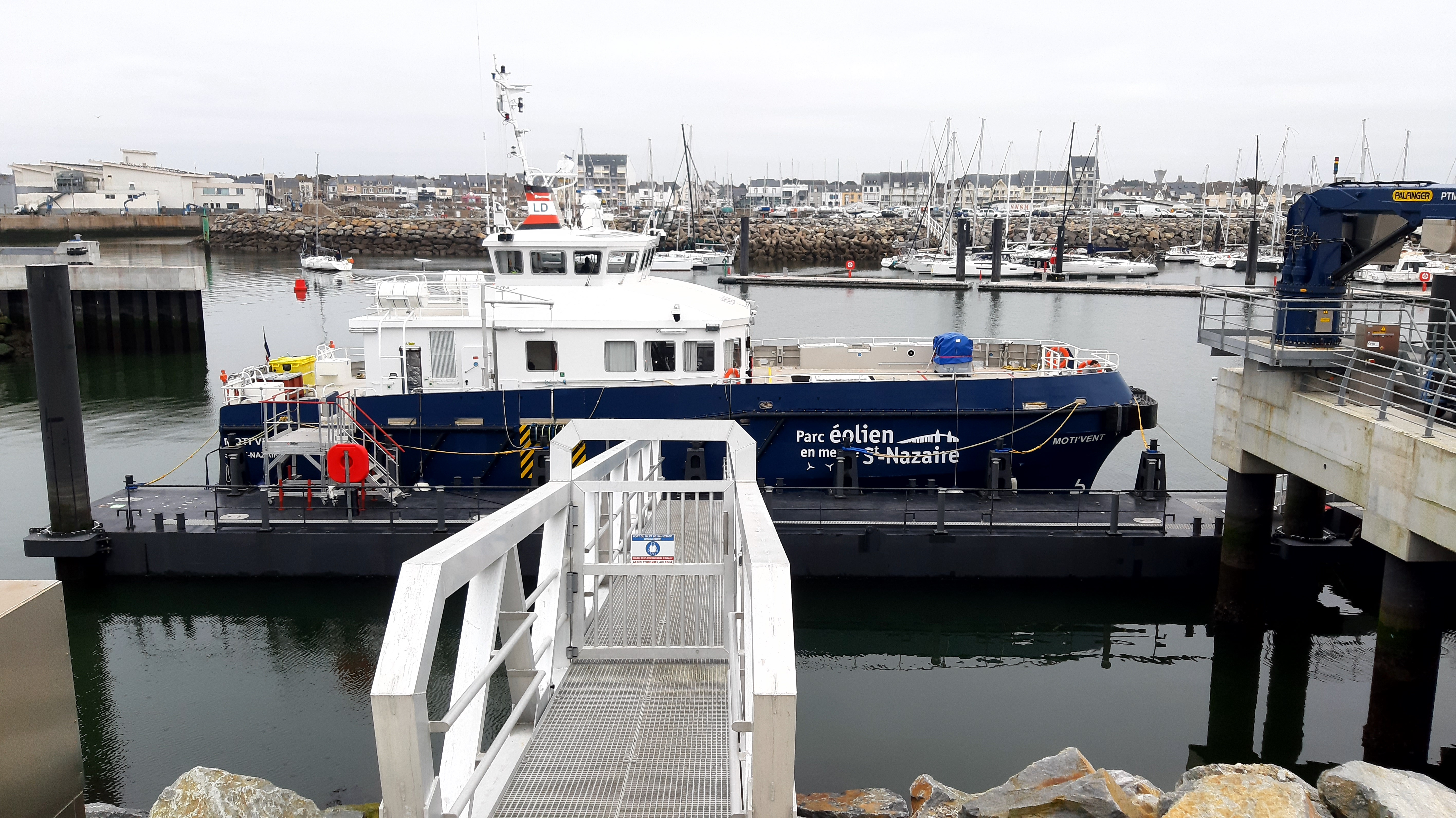
Navire de ravitaillement offshore Moti' Vent du parc éolien en mer de Saint-Nazaire amarré au quai EMR du port de La Turballe